# Aram-Damas
Pour les articles homonymes, voir Aram et Damas (homonymie).

La région vers 830 av. J.-C., Aram-Damas est représenté en bleu-vert.

Aram Damas était un État araméen du Proche-Orient ancien aux environs de Damas en Syrie, de la fin du XIIe siècle av. J.-C. à -734.
Les informations concernant cet État viennent d'annales assyriennes, de textes araméens et de la Bible hébraïque.
La plus grande partie de ces textes sont assyriens, mais ce sont souvent des copies. La plupart sont des annales des rois assyriens Salmanazar III, Adad-Nirari III, et Téglath-Phalasar III. Ces textes présentent Aram-Damas du point de vue assyrien, mais dévoilent par plusieurs aspects la puissance de cet État et citent les noms de certains de ses dirigeants.
Les inscriptions royales araméennes sont rares, et seule une stèle royale d'Aram-Damas a été identifiée : la stèle de Tel Dan. Les autres sources araméennes qui éclairent l'histoire d'Aram-Damas comptent deux "inscriptions de butin" de l'Érythrée et des îles de Samos, ainsi que la stèle de Zakkur.
La Bible hébraïque contient de nombreux récits détaillés sur l'histoire d'Aram-Damas, principalement lorsqu'il est en contact avec Israël, bien que la datation de ces textes soit plus tardive. [réf. nécessaire]
Les sources sur les débuts de l'histoire de Aram-Damas sont quasiment inexistantes. D'après des annales datant de Teglath-Phalasar Ier (-1114 à -1076), le peuple araméen avait commencé à s'établir dans la moitié sud de la Syrie. Il existe aussi des textes bibliques qui mentionnent les batailles de David contre les Araméens en Syrie méridionale, au Xe siècle av. J.-C. (« 2 Samuel 10:6-19 »)
Les premières données fiables se trouvent dans des textes araméens, assyriens et hébreux qui tous mentionnent un État avec comme capitale Damas au IXe siècle av. J.-C. Cet État semble avoir atteint son apogée à la fin du IXe siècle sous Hazaël qui, selon les textes assyriens se battit contre les Assyriens, et selon les textes araméens eut un certain pouvoir sur l'État d'Unqi, au nord de la Syrie, et selon les textes hébraïques conquit tout Israël.
Au VIIIe siècle av. J.-C., Raçon (Resin dans la Vulgate) est vassal du roi assyrien Teglath-Phalasar III.  En -732 il s'allie à Pékah, roi d'Israël, pour attaquer Achaz, roi de Juda. Mais Achaz demande l'aide de Teglath-Phalasar III, qui répond positivement après que ce dernier lui eut payé tribut (« 2 Rois 16:7-9 »), à la suite de quoi Téglath-Phalasar III saccage Damas et annexe Aram. Selon « 2 Rois 16:9 », la population fut déportée et Rezin exécuté ; ce qui est aussi mentionné dans une des inscriptions de Téglath-Phalasar III.
Il existe très peu de preuves archéologiques concernant Aram-Damas. Il est difficile de fouiller à Damas, du fait de son peuplement continuel. Aucune autre cité d'Aram-Damas n'a pu être positivement identifiée à partir des sources documentaires, et il n'y a quasiment pas eu de fouilles de l'âge du fer aux alentours de Damas. Les trouvailles matérielles de sites plus au sud (comme Tell-Ashtara, Tell er-Rumeith, et-Tell, Tel Dan, Tell el-Oreme, pour n'en nommer que quelques-uns) montrent peu d'aspects remarquables qui les différencient de ceux du nord d'Israël.

## Rois
- Hadadézer 880-842 av. J.-C.
- Hazaël 842-805 ou 796 av. J.-C.
- Ben-Hadad III 796-792 av. J.-C.
- Raçon